# Luftkurort
Luftkurort, Höhenluftkurort oder staatlich anerkannter Luftkurort ist das in Deutschland am stärksten verbreitete Prädikat für Kurorte. Es wird an Ortschaften vergeben, deren Luft und Klima laut eines Gutachtens Eigenschaften aufweisen, die für Erholung und Gesundheit förderlich sind. Dieses Gutachten muss regelmäßig wiederholt werden.
Im Gegensatz zu anderen Kurorten werden an reinen Luftkurorten meist keine stationären Kurmaßnahmen angeboten. Das Prädikat wird hauptsächlich von Orten erworben, in denen der Tourismus eine große Rolle spielt. Ab dem Prädikat Erholungsort kann die Gemeinde eine Kurtaxe erheben für alle Gäste, die übernachten. Die erhobenen Mittel sollen zweckgebunden für die Ausgaben der Gemeinde für Tourismus verwendet werden.
Für einen Ort oder eine Gemeinde kann diese Auszeichnung in wirtschaftlicher oder touristischer Hinsicht eine große Rolle spielen. Teilweise weisen einige Orte in ihrem Wappen darauf hin.
Die Bezeichnung geht zurück auf die Luftkur, eine Form der Klimatherapie.
Im Jahr 2017 waren 318 Gemeinden in Deutschland als Luftkurort zertifiziert.
Daneben gibt es noch staatlich anerkannte Fremdenverkehrsgemeinden.

## Rechtsgrundlagen
Die Anerkennung als Luftkurort erfolgt auf der Basis eines Gesetzes oder einer Verordnung (so in Bayern, Hessen, Niedersachsen, Nordrhein-Westfalen, Sachsen-Anhalt, Schleswig-Holstein, Thüringen und in Österreich).

### Bayern
In Bayern muss der Luftkurort gem. §§ 1 I, 2 I, 10 BayAnerkV (Bayerische Anerkennungsverordnung) ein wissenschaftlich anerkanntes und bewährtes therapeutisch anwendbares Klima besitzen, dessen Eigenschaften ebenso wie die Luftqualität periodisch überprüft werden und über geeignete Einrichtungen zur ortsspezifischen Anwendung des Klimas im Rahmen von Kuren verfügen. Die Anerkennung der Gemeinde setzt einen Antrag mit Begründung voraus gem. § 12 I 1 BayAnerkV. Über die Anerkennung als Luftkurort entscheidet dann gem. Art. 7 V 1 BayKAG (Bayerisches Kommunalabgabengesetz) das Staatsministerium des Innern im Einvernehmen mit den Staatsministerien für Wirtschaft, Infrastruktur, Verkehr und Technologie und für Umwelt, Gesundheit und Verbraucherschutz.

### Hessen
In Hessen werden Luftkurorte nach § 1 Abs. 1 KurortVO auf Antrag anerkannt, wenn sie die Voraussetzungen des § 2 Abs. 1 KurortVO erfüllen. Die Voraussetzungen erfordern,

„[…] dass die natürlichen und ortsspezifischen Gegebenheiten entsprechend den "Begriffsbestimmungen / Qualitätsstandards für Heilbäder und Kurorte, Erholungsorte – einschließlich der Prädikatisierungsvoraussetzungen – sowie für Heilbrunnen und Heilquellen" vorhanden sind und die hierin enthaltenen Voraussetzungen erfüllt werden. Diese Begriffsbestimmungen sind vom Deutschen Heilbäderverband e. V. und vom Deutschen Tourismusverband e. V., Flöttmann Verlag, Gütersloh, 12. Auflage 2005, herausgegeben und werden durch die für den Tourismus zuständige oberste Landesbehörde in der jeweils geltenden Fassung im Staatsanzeiger für das Land Hessen veröffentlicht.“

### Niedersachsen

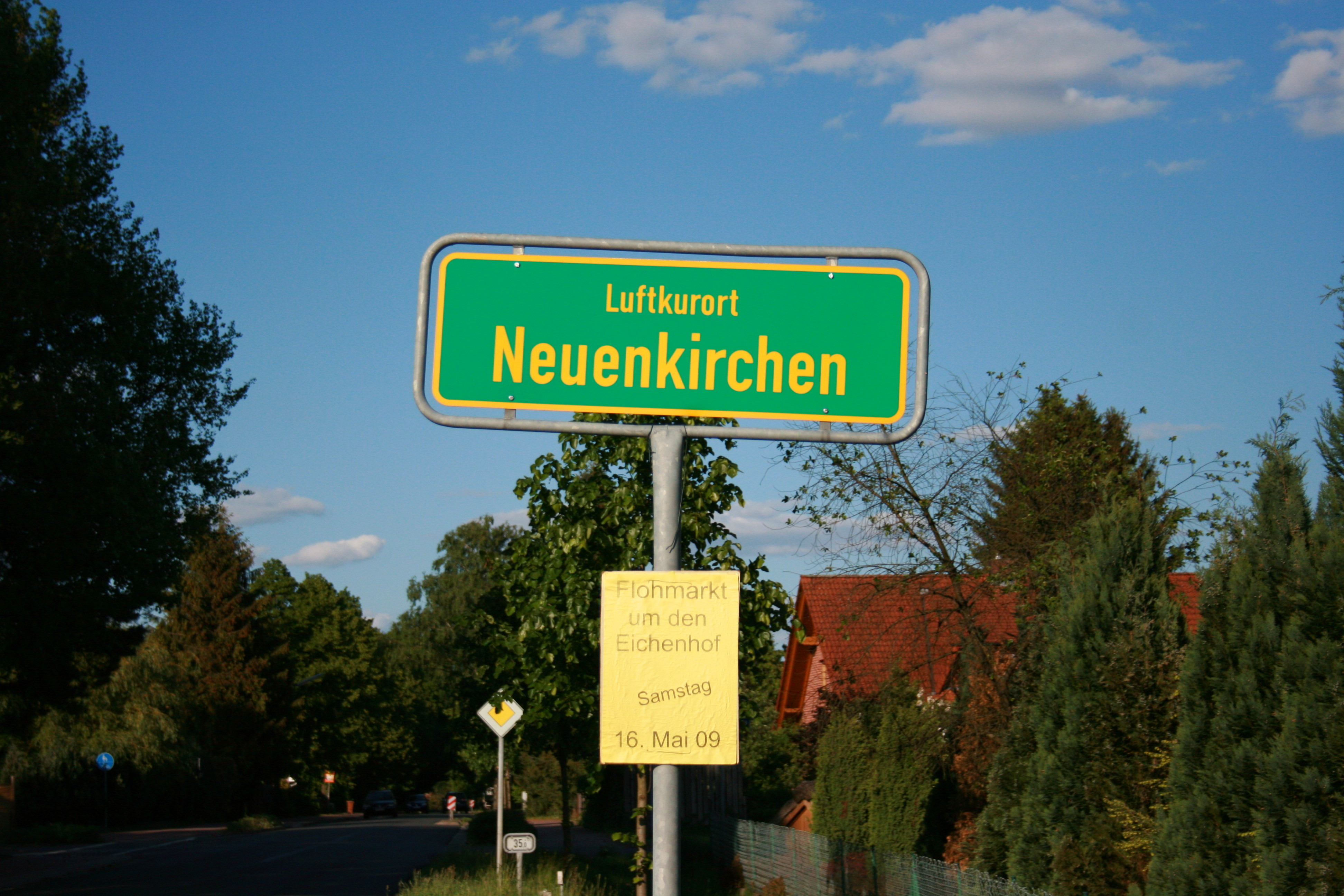
Schild am Ortseingang von Neuenkirchen (Lüneburger Heide)

Die Kriterien für das notwendige Gutachten stehen in der Kommentierten Fassung der Begriffsbestimmungen – Qualitätsstandards für die Prädikatisierung von Kurorten, Erholungsorten und Heilbrunnen (derzeit die 12. Auflage vom Mai 2005). Von den jeweiligen Bundesländern muss eine gültige Anerkennungsverordnung vorliegen.

### Nordrhein-Westfalen
Im Bundesland Nordrhein-Westfalen richtet sich die Anerkennung und Prädikatisierung der Luftkurorte nach den Bestimmungen des Gesetzes über Kurorte im Land Nordrhein-Westfalen (Kurortegesetz – KOG) sowie den „Begriffsbestimmungen - Qualitätsstandards für die Prädikatisierung von Kurorten, Erholungsorten und Heilbrunnen“, herausgegeben vom Deutschen Heilbäderverband e. V. und vom Deutschen Tourismusverband e. V. in der jeweils gültigen Fassung (§ 2 Abs. 5 KOG NRW). Die einzelnen Voraussetzungen ergeben sich aus § 11 KOG NRW in Verbindung mit § 3 KOG NRW, wonach insbesondere ein wissenschaftlich anerkanntes und therapeutisch anwendbares Bioklima sowie eine entsprechende Luftqualität und deren periodische Überprüfung vorhanden sein müssen. Über die staatliche Anerkennung entscheiden auf Antrag die Bezirksregierungen unter Beteiligung des beim für das Gesundheitswesen zuständigen Ministerium für Kurorte und Heilbäder eingerichteten Landesfachbeirats (§§ 21, 22 KOG NRW).

### Thüringen
In Thüringen werden Luftkurorte gemäß § 3 ThürKOG (Thüringer Gesetz über die Anerkennung von Kur- und Erholungsorten – Thüringer Kurortegesetz) anerkannt
„…wenn die Voraussetzungen für die Artbezeichnung unter Berücksichtigung der im Kur- und Erholungswesen allgemein anerkannten Grundsätze, unter Beachtung der Erfordernisse des Baurechts und der Ziele der Raumordnung und Landesplanung sowie unter Beachtung der Vorgaben des Umwelt- und Naturschutzes erfüllt werden.“
Die Anerkennung ist auf zehn Jahre befristet.

### Österreich
Die Anerkennung als Kurort, Heilklimatischer Kurort und Luftkurort erfolgt in Österreich durch die jeweils zuständige Behörde auf Grund des im jeweiligen Bundesland geltenden Landesgesetzes. (siehe: Liste der Kurorte in Österreich)
Die dafür notwendigen Messungen und Gutachten erstellt die Zentralanstalt für Meteorologie und Geodynamik (ZAMG). Dabei fließen Faktoren wie Luftqualität, Pollenbelastung, Sonnenstunden, Anzahl der Nebeltage und ein möglichst hoher Unterschied zwischen Tages- und Nachttemperaturen mit ein.